# Jean Itard (historien)
Pour le médecin, voir Jean Itard.
Pour les articles homonymes, voir Itard.
Jean Itard, né le 16 juin 1902 à Serrières en Ardèche, mort le 8 mai 1979 à Paris, est un historien des mathématiques français et un grand spécialiste des XVIe et XVIIe siècles.

## Biographie
En 1921, Jean Itard sort de l'École normale d'instituteurs d'Avignon. 
En  1924, il passe une licence de mathématiques à Marseille. 
En juin 1925, il réussit l'agrégation de mathématiques.
Nommé au lycée d'Alençon, puis en 1928, au lycée Saint-Charles, à Marseille, il « monte » à Paris et enseigne à Buffon, Michelet, puis en mathématiques supérieures au lycée Henri-IV.
De 1926 à 1936, Jean Itard participe à la fondation de l'Institut supérieur ouvrier (CGT) et enseigne à des militants syndicaux du calcul différentiel et du calcul des probabilités de base. 
En 1936, puis en 1961, il se lance dans l'édition de matériel pédagogique intégrant la dimension historique. Cela donne de nombreux manuels, en collaboration avec Th. Leconte, A. Huisman, puis avec son fils Gilles Itard.
En même temps, il enseigne  l'histoire des mathématiques grecques à l'École pratique des hautes études (VIe section).
En 1962, Jean Itard prend sa retraite de l'enseignement. Il habite avenue Paul-Appell. La maladie le terrasse après de longues années de lutte, lui interdisant d’achever sa monographie sur Fermat.

## Distinction et Académie
Jean Itard était membre de l'Académie internationale d'histoire des sciences (correspondant 1951, membre effectif 1967).
Il participait également au Séminaire d'histoire des mathématiques de l'Institut Henri-Poincaré.
Il était membre fondateur du Comité national d'histoire et de philosophie des sciences.
Sa bibliothèque a été donnée par la famille à la B.U. Mathématiques de Lyon en 2010.

## Travaux
Jean Itard collabora à l'édition de la correspondance de Mersenne en France et au Dictionary of Scientific Biography, aux États-Unis. Il a rédigé quelques monographies, parmi lesquelles :
- Avec Jacques Bouveresse et  Émile Sallé,  Histoire des mathématiques, Larousse,  1977
- Arithmétique et Théorie des nombres, coll. Que sais-je ?, PUF (1967)
- Les Nombres premiers, coll. Que sais-je ?, PUF (1975)
- Mathématiques et mathématiciens (en coll. avec P. Dedron), éd. Magnard (1959).

Ses recherches ont porté sur toutes les époques, du XVe siècle au sien, mais surtout sur le XVIIe siècle, de Kepler à Newton, en passant par Fermat.
- Avec Kohen, Lefranc, Boivin : La Révolution constructive.
- sous la dir. de P. Costabel, communications dans le recueil L'Œuvre scientifique de Pascal (1964), Pr. univ. de France ; recueil issu du colloque de 1962 organisé à l'occasion du tricentenaire de la mort de l'illustre savant.

Parmi ses travaux les plus originaux (une centaine d'articles (voir l'adresse ci-dessous), on notera des préfaces:
- une préface à Édouard Lucas, Recherches sur l'analyse indéterminée et l'arithmétique de Diophante, nouv. éd., Paris, A. Blanchard, 1961.
- une préface à A. Turc, Introduction élémentaire à la géométrie lobatschevskienne, Paris, A. Blanchard, 1967.
- une préface aux éditions de J. R. Argand, et de Bachet.

Mais aussi des articles variés sur 
- La géométrie de Port-Royal ; Sur une prétendue erreur mathématique de Galilée ; Fermat, précurseur du calcul différentiel ; Les lois de la réfraction de la lumière chez Kepler... ou une monographie sur Jacques Hadamard ;

Dans le Dictionary of Scientific Biography, il a rédigé les biographies d’Arbogast, Billy, Bobillier, Bouquet, Bret, Chuquet, Clairaut, Girard, Henrion, Kramp, Lacroix, Lagrange, Laurent, Legendre, d'Ocagne, J. Richard, L. Richard, Rolle et Saint-Venant.

## Référence
1. ↑  Reçu 8e en 1925, d'après André Chervel, « Les Agrégés de l'enseignement secondaire - Répertoire 1809-1960 », mars 2015 (consulté le 8 juillet 2021).
2. ↑  Caveing, Rashed et Taton 1979
3. ↑  « La Bibliothèque Jean et Gilles Itard : un fonds d’histoire des mathématiques à la Bibliothèque universitaire de mathématique de Lyon 1 »